# Benito Gama
Benito da Gama Santos GCIH • ComMM (Ituaçu, 29 de agosto de 1948) é um economista e político brasileiro filiado ao Cidadania. Pela Bahia, foi deputado federal por cinco mandatos. Foi também diretor de Administração da Superintendência do Desenvolvimento do Nordeste (Sudene) durante o governo Lula.

## Biografia
Em 1997, como deputado federal, Benito foi admitido já no grau de Grã-Cruz à Ordem do Infante D. Henrique, de Portugal. Em 1999, foi admitido à Ordem do Mérito Militar no grau de Comendador especial pelo presidente Fernando Henrique Cardoso.
Em 2008, foi nomeado pelo presidente Luiz Inácio Lula da Silva como diretor de Administração da Superintendência do Desenvolvimento do Nordeste (Sudene). Foi exonerado em 2010 sob errata de nome, sendo que a própria retificação também possuía um erro de data, citando um decreto inexistente do ano anterior.
Foi presidente nacional do Partido Trabalhista Brasileiro (PTB). Em 2013, foi nomeado vice-presidente de Governo do Banco do Brasil.
Em abril de 2017 votou a favor da Reforma Trabalhista. Em agosto de 2017 votou a favor do presidente Michel Temer, no processo em que se pedia abertura de investigação, e que poderia afastá-lo da presidência da república. O voto do deputado ajudou a arquivar a denúncia do Ministério Público Federal.